# 4. Masarykův okruh 1933
Čtvrtý závod automobilů typu Grand Prix na Masarykově okruhu u Brna se uskutečnil v neděli 17. září 1933.  Tento závod byl 32. podnikem sezóny Grand Prix 1933, nebyl však zařazen mezi tzv. závody Grandes Épreuves (velké zkoušky). Ten tvořily Grand Prix Monaka, Francie, Belgie, Itálie a Španělska. Mistrovství Evropy automobilů nebylo asociací AIACR (pozdější FIA) pro tento rok vypsáno. Louis Chiron opět prokázal své mistrovství za volantem, v Brně zvítězil potřetí za sebou. Deštěm zkrápěná trať se projevila doposud nejvyšším počtem nehod závodních vozů.

## Startující vozy a jezdci
Ve IV. ročníku závodu startovalo v silnější kategorii nad 1,5 l 16 vozů, ve slabší kategorii do 1,5 l sedmnáct účastníků. Celkem odstartovalo 33 pilotů, což je nejvyšší počet ze všech předválečných ročníků Masarykova okruhu. A to jich bylo přihlášeno celkem 44, z toho 21 v silnější kategorii. V tomto roce se oficiálně nezúčastnila firma Alfa Romeo, protože koncem roku 1932 z finančních důvodů ukončila závodní činnost. Její vozy převzala společnost založená v roce 1929 závodníkem a nyní principálem nové stáje Enzem Ferrarim. Scuderii Ferrari reprezentovali v Brně Louis Chiron, Luigi Fagioli (na nových monopostech Alfa Romeo Tipo B/P3) a Antonio Brivio-Sforza se starším, dvousedadlovým vozem Alfa Romeo 8C Monza. Nejpočetněji však ve startovním poli byla zastoupena značka Bugatti, a to 8 vozy soukromých jezdců. Výjimku tvořil tovární vůz Bugatti Type 51, na kterém jel René Dreyfus. Posledním polotovárním vozem byl Mercedes-Benz SSKL s Manfredem von Brauchitschem za volantem. Startovní pole oživili i dva českoslovenští zástupci Jan Kubíček a Zdeněk Pohl, oba na starších Bugatti T35. Nepřijeli tradiční účastníci Nuvolari, Maserati a Borzacchini. Nuvolari a Borzacchini pro rok 1933 přestoupili k firmě Maserati, ale firma Maserati v důsledku smrtelné havárie Borzacchiniho na Monze 10. září 1933 přihlášené závodníky do Brna nevyslala.  Přestože ročník 1933 byl uspořádán týden po tragické Velké ceně Monzy a Itálie (mimo Borzacchiniho ještě smrtelně havarovali Campari a Czaykowski) a týden před Velkou cenou Španělska, pořadatelé byli znovu schopni zajistit slušnou mezinárodní účast. Senzaci v tréninku způsobil malý vůz MG Midget 750 cm³  Angličana Hamiltona, který zajel čas zhruba o minutu lepší, než byl rekord trati pro kategorii pod 1,5 l.

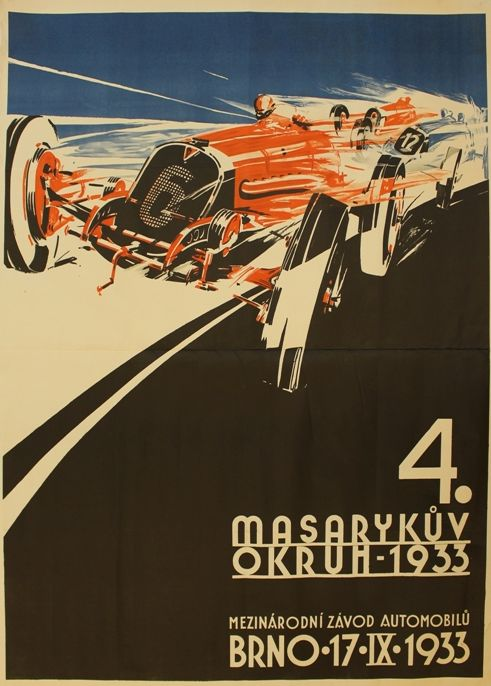
4. Masarykův okruh, plakát (1933)

V roce 1933 bylo v Brně poprvé uplatněno pravidlo, že závod končí projetím prvního jezdce cílem. Zrušeno tedy bylo ustanovení, že klasifikováni jsou pouze jezdci, kteří dojedou do cíle dříve než 45 minut po vítězi. Rokem 1933 končila platnost tzv. volné formule, pro rok 1934 mezinárodní asociace AIACR (pozdější FIA) vypsala novou formuli pro vozy Grand Prix, tzv. formuli 750 kg. 

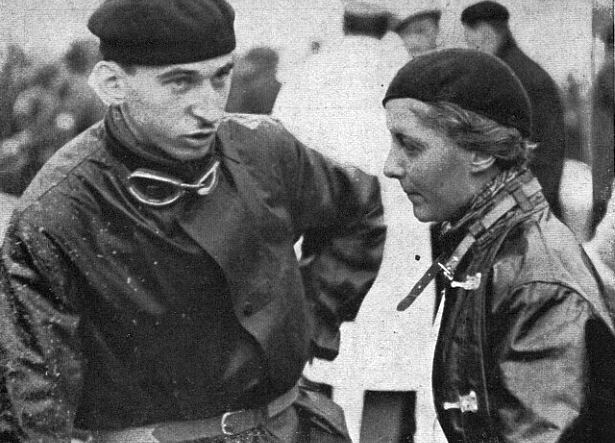
Bruno Sojka v rozhovoru se sl. Edith Frischovou (Masarykův okruh 1933)

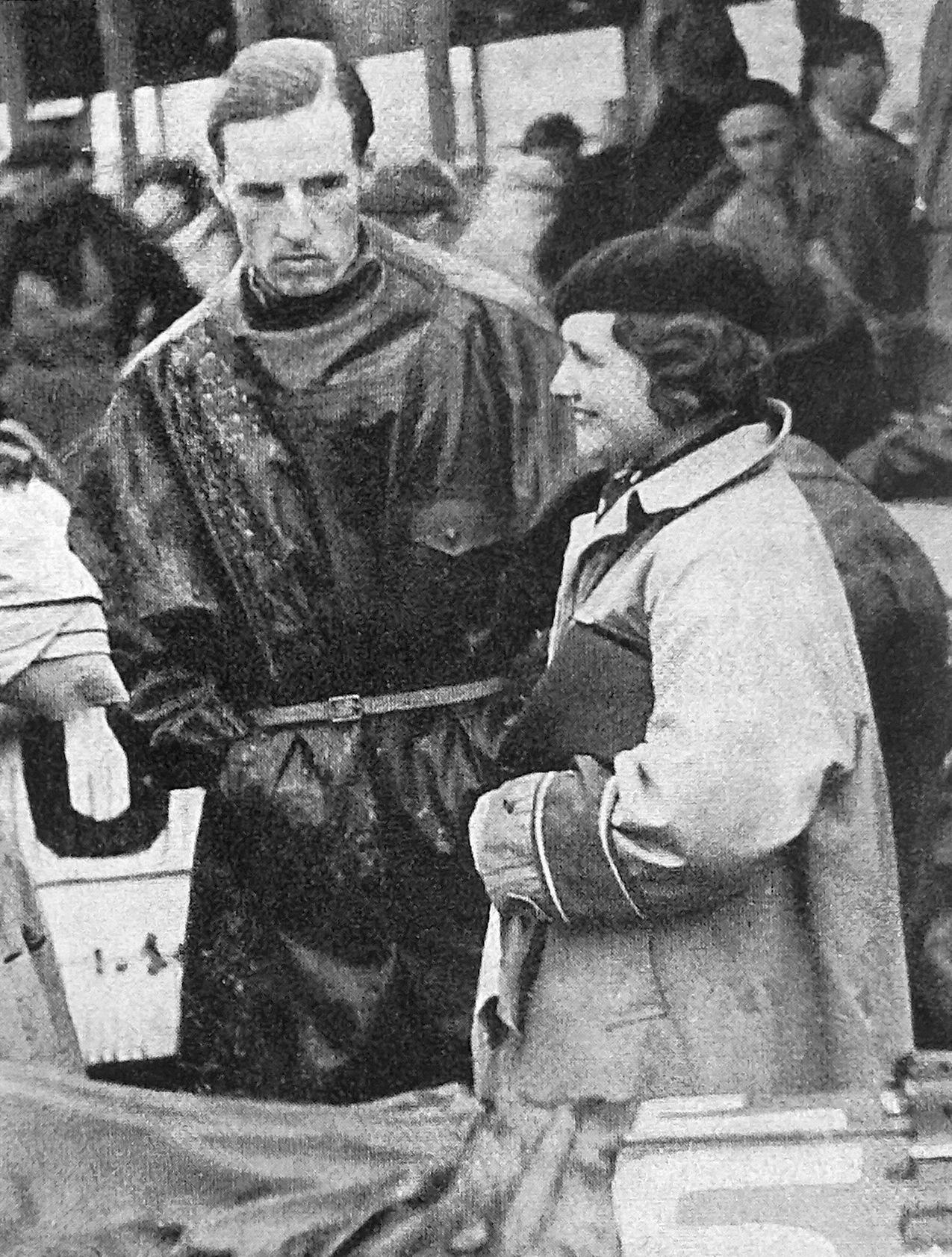
Anglický lord Hugh Hamilton (MG Midget 750 ccm) v rozhovoru s Eliškou Junkovou. V závodě těžce havaroval z 2. místa. (Brno 1933)

Startující vozy a jezdci silnější skupiny
| St. č. | Jezdec                  | Stáj                   | Značka a typ vozu    | Zdvihový objem (l) | Zdvihový objem (l) |
| ------ | ----------------------- | ---------------------- | -------------------- | ------------------ | ------------------ |
| 2      | Louis Chiron            | Scuderia Ferrari       | Alfa Romeo Tipo B/P3 | 2.6                | R-8                |
| 4      | Marcel Lehoux           | M. Lehoux              | Bugatti Type 51      | 2.3                | R-8                |
| 6      | Rudolf Steinweg         | R. Steinweg            | Bugatti Type 35C     | 2.0                | R-8                |
| 8      | "Marko"                 | E. Markiewicz          | Bugatti Type 51      | 2.3                | R-8                |
| 10     | László Hartmann         | L. Hartmann            | Bugatti Type 51      | 2.3                | R-8                |
| 14     | Renato Balestrero       | R. Balestrero          | Alfa Romeo 8C Monza  | 2.3                | R-8                |
| 16     | Attilio Battilana       | A. Battilana           | Bugatti Type 35C     | 2.0                | R-8                |
| 18     | Manfred von Brauchitsch | Daimler-Benz A. G.     | Mercedes-Benz SSKL   | 7.1                | R-6                |
| 20     | Paul Pietsch            | P. Pietsch             | Alfa Romeo 8C Monza  | 2.3                | R-8                |
| 24     | René Dreyfus            | Automobiles E. Bugatti | Bugatti Type 51      | 2.3                | R-8                |
| 26     | Jean-Pierre Wimille     | Sommer-Wimille         | Alfa Romeo 8C Monza  | 2.3                | R-8                |
| 28     | Guy Moll                | G. Moll                | Alfa Romeo 8C Monza  | 2.3                | R-8                |
| 32     | Jan Kubíček             | J. Kubíček             | Bugatti Type 35B     | 2.3                | R-8                |
| 34     | Luigi Fagioli           | Scuderia Ferrari       | Alfa Romeo Tipo B/P3 | 2.6                | R-8                |
| 36     | Antonio Brivio-Sforza   | Scuderia Ferrari       | Alfa Romeo 8C Monza  | 2.3                | R-8                |
| 46     | Zdeněk Pohl             | Vladimír Gut           | Bugatti Type 35C     | 2.0                | R-8                |

## Startovní rošt
| 1. řada  | Pos. 1               |                          | Pos. 2                           |
|          | 2 Chiron Alfa Romeo  |                          | 4 Lehoux Bugatti                 |
| 2. řada  |                      | Pos. 3                   |                                  |
|          |                      | 6 Steinweg Bugatti       |                                  |
| 3. řada  | Pos. 4               |                          | Pos. 5                           |
|          | 8 « Marko » Bugatti  |                          | 10 Hartmann Bugatti              |
| 4. řada  |                      | Pos. 6                   |                                  |
|          |                      | 14 Balestrero Alfa Romeo |                                  |
| 5. řada  | Pos. 7               |                          | Pos. 8                           |
|          | 16 Battilana Bugatti |                          | 18 Von Brauchitsch Mercedes-Benz |
| 6. řada  |                      | Pos. 9                   |                                  |
|          |                      | 20 Pietsch Alfa Romeo    |                                  |
| 7. řada  | Pos. 10              |                          | Pos. 11                          |
|          | 24 Dreyfus Bugatti   |                          | 26 Wimille Alfa Romeo            |
| 8. řada  |                      | Pos. 12                  |                                  |
|          |                      | 28 Moll Alfa Romeo       |                                  |
| 9. řada  | Pos. 13              |                          | Pos. 14                          |
|          | 32 Kubíček Bugatti   |                          | 34 Fagioli Alfa Romeo            |
| 10. řada |                      | Pos. 15                  |                                  |
|          |                      | 36 Brivio Alfa Romeo     |                                  |
| 11. řada | Pos. 16              |                          |                                  |
|          | 46 Pohl Bugatti      |                          |                                  |

## Průběh závodu

### Vozy nad 1500 ccm
Divácky nejživěji bylo tradičně v okolí hlavní tribuny a v ostrovačických serpentinách, přes vytrvalý déšť přišlo mezi 130 až 150 tisíci diváků, z toho 92945 platících. Přišlo tedy méně diváků než loni. Nevýhodou byl i ne příliš vyhovující termín, týden po Itálii a týden před Španělskem. Snaha brněnských organizátorů (ČAMS) povýšit tento závod na Grand Prix (Velkou cenu) však nepadla v pražském AKRČS na úrodnou půdu. V Praze zkrátka rozhodovali nepřející lidé, byť by se s relativně svolnou AIACR dalo rozumně vyjednávat.
Ihned po startu v obvyklých 10:30 h dopoledne se za vytrvalého deště ujal vedení "Alžířan" Marcel Lehoux, ale ve stoupání za Pisárkami ho vítěz dvou předchozích ročníků Louis Chiron, kterému se na startu notně protočila kola, předjel a do konce závodu před sebe již nikoho nepustil. Po prvním kole měl Chiron už náskok jedné minuty. Za ním projeli kolem hlavní tribuny Lehoux, Pietsch, Hartmann, Steiweg, Brauchitsch, Dreyfus a Moll. Celé 1. kolo Lehoux zdržoval jezdce za sebou Pietsche, Hartmanna, Steinwega a Brauchitsche, kteří jeli těsně za ním, ale nedokázali ho předjet. Okruh byl nebezpečný, protože byl na většině míst extrémně úzký, že předjet jiné auto bylo téměř nemožné. A pak tu byla jílovitá půda. Tuto hlínu spláchl déšť na vozovku a mokrá trať místy ještě více klouzala. Dreyfus přijel jako 9., ale zastavil v boxech na výměnu svíček a propadl se na poslední místo.

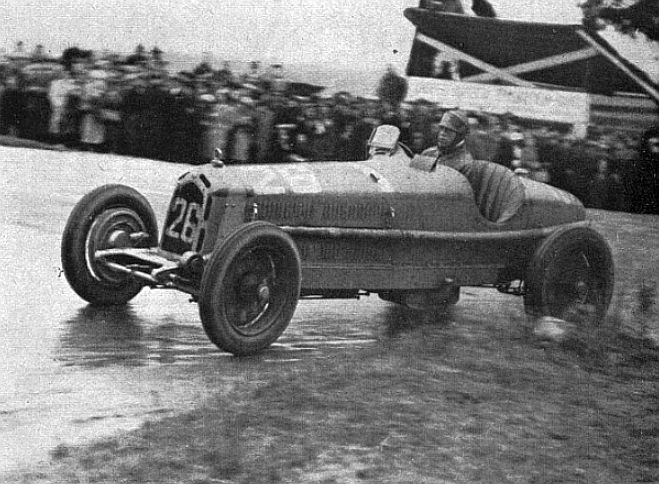
J.-P. Wimille obsadil 3. místo na voze Alfa Romeo 8C Monza (2,3 l)

V průběhu 2. kola se přece jen Paulu Pietschovi podařilo předjet Lehouxe, za nímž jeli Hartmann, Steinweg, Moll, Pohl, Kubíček. Všichni ostatní zastavili po 2. kole v boxech - Brauchitsch, Fagioli, Balestero, Wimille, Dreyfus a Brivio. Kvůli mokru zůstaly nejlepší časy na kolo kolem 18 minut. Lehoux zastavil v boxech v 5. kole kvůli převodovce a jeho 3. místo převzal Moll. Po 6. kole vedl stále Chiron, za ním s odstupem jeli Pietsch, Moll a Hartmann. Na 5. a 6. místě bojovali Češi Pohl a Kubíček. Kolem poloviny závodu přestalo pršet a vozy mohly na osychající trati zrychlit. Brauchitsch odstoupil v devátém kole, když byl v beznadějné pozici s bahnem zanášejícím palivové potrubí, což způsobilo problémy s motorem. Pietsch, který zkrátil odstup po Chironově tankování, se s ním snažil držet krok, ale v 10. kole havaroval. Jeho Alfa na střídajícím se mokrém a suchém povrchu dostala u Kohoutovic smyk, otočila se a poté se dvakrát převrátila do příkopu. Němec byl vyhozen z vozu, ale šťastně a nezraněn dopadl do promáčené půdy. Zašpiněný hlínou vstal a zapálil si cigaretu. V 12. kole další "Alžířan" Guy Moll, který jel už na 2. místě, za Novým Lískovcem vrazil do plotu a do dřevěného můstku pro přecházení trati, vypadl z vozu a byl odvezen k ošetření do nemocnice. Jezdec utrpěl lehký otřes mozku, množství odřenin a pohmožděnin. Jak jeho vůz vyjel z trati, namířil si to k blízkému párkařskému stánku. Uzenkář jen tak tak uskočil, ale jeho zboží se rozlétlo široko-daleko.

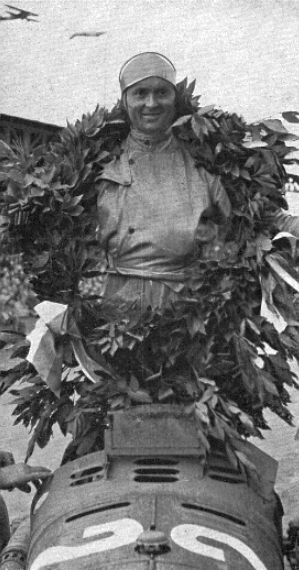
Louis Chiron s vavřínovým věncem po 3. vítězství na Masarykově okruhu

Takto došlo v podstatě k rozhodnutí závodu. Za Chironem po odpadnutí Pietsche a Molla jel Fagioli, který na osychající trati velmi zrychlil. Zajel i nejrychlejší kolo závodu 15:21,0 min (113,9 km/h). Závod skončil velkých úspěchem italských vozů Alfa Romeo, které kompletně obsadily stupně vítězů. Za Chironem a Fagiolim dojel na 3. místě Francouz Jean-Pierre Wimille, který brněnský závod absolvoval poprvé. Z československých závodníků na Bugatkách Zdeněk Pohl 6.  a Jan Kubíček 7. A to měl Pohl smůlu v tom, že ještě ve 14. kole jel na 3. místě. Už to vypadalo, že se na stupně vítězů postaví i jezdec z Československa, ale když chtěl z vozu vymáčknout, co to dá, přetočil motor a výsledkem byla dvě prasklé ventilové pružiny. Musel potom zvolnit.
Louis Chiron zvítězil stylově v čase 4:50:22,8 v průměrné rychlosti 102,37 km/h. Získal cenu prezidenta republiky, prémii 80 000 Kč a zlatou plaketu ČAMS. Vítězný brněnský hattrick 1931 – 1933 mu zajistil nejenom na Brněnsku ale i v českých zemích nesmrtelnost, ta se ostatně projevila v úsloví, které se stalo součástí českého jazyka: „Jedeš jako Širón“. Veni, vidi, vici napsal v lokálním měsíčníku Měsíc redaktor píšící pod pseudonymem J. Sheriff.
Nejhodnotnější cenu však získal Zdeněk Pohl. Dojel sice jako šestý, ale získal prémii fy. Baťa 120 000 Kč, protože dojel první do cíle na pneumatikách Baťa, také získal putovní Cenu Elišky Junkové za nejlepší výkon čs. jezdce, Cenu ing. Proskowetze k uctění památky J. K. Lobkowicze, od pořadatelů další 3000 Kč a stříbrnou plaketu ČAMS. Ze 16 startujících v kategorii nad 1500 ccm si zvolilo pneu Baťa 6 závodníku a do 1500 ccm 9 jezdců. Nejrychlejší kolo na pneumatikách Baťa zajel G. Moll.
| Pořadí | St. č. | Jezdec                  | Stáj                    | Značka a typ vozu    | Motor | Motor | Kola | Čas/stav             | Ztráta        |
| ------ | ------ | ----------------------- | ----------------------- | -------------------- | ----- | ----- | ---- | -------------------- | ------------- |
| 1.     | 2      | Louis Chiron            | Scuderia Ferrari        | Alfa Romeo Tipo B/P3 | 2.6   | R-8   | 17   | 4:50:22,8 h          |               |
| 2.     | 34     | Luigi Fagioli           | Scuderia Ferrari        | Alfa Romeo Tipo B/P3 | 2.6   | R-8   | 17   | 4:54:00,8 h          | + 3:38,0 min  |
| 3.     | 26     | Jean-Pierre Wimille     | R. Sommer & JP. Wimille | Alfa Romeo 8C Monza  | 2.3   | R-8   | 17   | 5:00:49,0 h          | + 10:26,2 min |
| 4.     | 24     | René Dreyfus            | Automobiles E. Bugatti  | Bugatti T51          | 2.3   | R-8   | 17   | 5:02:52,8 h          | + 12:30,0 min |
| 5.     | 10     | László Hartmann         | L. Hartmann             | Bugatti T51          | 2.3   | R-8   | 17   | 5:05:09,5 h          | + 14:46,7 min |
| 6.     | 46     | Zdeněk Pohl             | V. Gut                  | Bugatti T35C         | 2,0   | R-8   | 17   | 5:05:12,7 h          | + 14:49,9 min |
| 7.     | 32     | Jan Kubíček             | J. Kubíček              | Bugatti T35B         | 2.3   | R-8   | 16   | 4:55:07,8 h          | - 1 kolo      |
| 8.     | 14     | Renato Balestrero       | R. Balestrero           | Alfa Romeo 8C Monza  | 2.3   | R-8   | 15   | 5:03:06,8 h          | - 2 kola      |
| DNF    | 28     | Guy Moll                | G. Moll                 | Alfa Romeo 8C Monza  | 2.3   | R-8   | 11   | havárie              |               |
| DNF    | 20     | Paul Pietsch            | P. Pietsch              | Alfa Romeo 8C Monza  | 2.3   | R-8   | 9    | havárie              |               |
| DNF    | 18     | Manfred von Brauchitsch | Daimler-Benz AG         | Mercedes-Benz SSKL   | 7.1   | R-6   | 8    | dodávky paliva       |               |
| DNF    | 4      | Marcel Lehoux           | M. Lehoux               | Bugatti T51          | 2.3   | R-8   | 4    | převodová skříň      |               |
| DNF    | 36     | Antonio Brivio          | Scuderia Ferrari        | Alfa Romeo 8C Monza  | 2.3   | R-8   | 4    | porucha              |               |
| DNF    | 6      | Rudolf Steinweg         | R. Steinweg             | Bugatti T35C         | 2,0   | R-8   | 2    | hnací hřídel/havárie |               |
| DNF    | 16     | Attilio Battilana       | A. Battilana            | Bugatti T35C         | 2,0   | R-8   | 1    | prasklý výfuk        |               |
| DNF    | 8      | "Marko"                 | E. Markiewicz           | Bugatti T51          | 2.3   | R-8   | 0    | motor                |               |

Poznámka
- DNF... neklasifikovaní pro malou ujetou vzdálenost
- R-8... řadový osmiválcový motor
- R-6... řadový šestiválcový motor

### Vozy do 1500 ccm

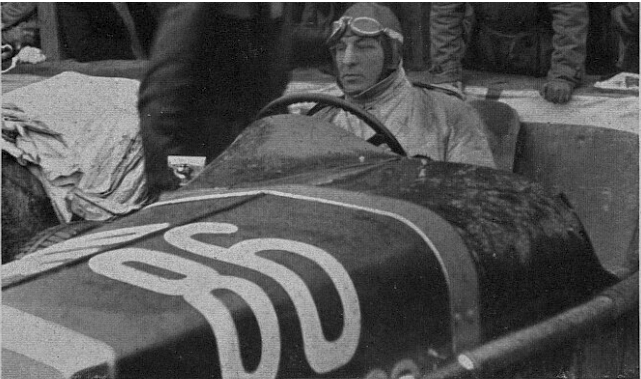
Jiří Kreml (Wikov 7/28 SS) odstoupil v polovině závodu pro mechanickou závadu (Masarykův okruh 1933)

O pět minut později (v 10:35 h) bylo na 15 kol (437,16 km) posláno 17 vozů skupiny do 1500 ccm, takže se po okruhu prohánělo současně 33 závodních vozů. Vedení ujal Němec Burggaller a v podstatě mimo tankování a výměny svíček před sebe nikoho nepustil. Měl tedy jednu "příhodu", v 2. kole vjel v Pisárecké zatáčce, kde se prudce zatáčelo po sjezdu z Nového Lískovce do stoupání Libušiným údolím, do pytlů s pískem, ale beze škody pokračoval dále, aniž by ztratil vedení. Americká automobilka Miller, ověnčená úspěchy v Indianapolis, se svými vozy v Brně neuspěla. Jedenapůllitrové osmiválce disponující výkonem až 250 k skončily pro havárii před polovinou závodu, Marret po 3. kolech a Boucly po 7. 
V závodě startovala i druhá žena na Masarykově okruhu, Edith Frischová, bývalá partnerka tragicky zesnulého H.-J. von Morgena. Ta ve 3. kole v Pisárkách vjela do bariéry a lehce se poranila v obličeji. Poškodila přední kolo, pomalu jede dále, aby po 4. kole vyměnila v depu kolo. Definitivně vzdala v 5. kole pro poškození přední osy. Už v předcházejícím kole vyjel Trumpeš z trati do příkopu, ale byl vytlačen na silnici a v závodě pokračuje. Další nehody následují. Karel Vlašín na Zetce Z-S30, který vystřídal Hošťálka, v 5. kole u Kývalky likviduje 4 patníky a převrátil vůz, lehce poraněn závod vzdal. V 6. kole odstupuje Weinfurter, když zastavil v boxech k tankování a výměně svíček. V polovině závodu po 7. kole je pořadí prvních deseti jezdců: Burggaller, Hamilton, Landi, Sojka, Ripper, Ruesch, Decarilo, Veyron, Boucly a Knapp. Přestalo sice pršet, ale o to je trať nebezpečnější. Při stoupajících rychlostech to zvyšuje nebezpečí smyků, kterých valem přibývá. Decaroli v Žebětíně po smyku vyjel z trati a narazil na dům. Vůz je zničen, ale jezdec vyvázl jen s lehkým poraněním ruky. Trať sice zvolna osychá, ale v lesích zůstává mokro. Navíc se z jílu naneseného na silnici kluzký maz. Po 9. kole jezdil v čele Landi, Hamilton a Burggaller, který ztratil na čas vedení po tankování po 8. kole. V 10. kole vylétl z tratě v ostrovačických zatáčkách anglický lord H. C. Hamilton, ale vůz se po dvojném saltu usadil zpět na kolech. Hamilton z vozu nevypadl díky tomu, že jako jeden z mála používal bezpečnostní pásy. Přesto si naříkal na vnitřní bolesti a byl dopraven na kontrolu do úrazové nemocnice. Tam zjistili zlomeninu 3 žeber, natržení ledviny a výron krve do dutiny hrudní. Po zotavení v následujícím roce začal znovu závodit. Ve Velké ceně Švýcarska v roce 1934 Hamilton, jedoucí na Maserati 8CM, narazil v posledním kole do stromu, protože jeho přední levá pneumatika selhala při rychlosti asi 150 km/h. Pitva odhalila, že se mu před havárií zastavilo srdce, což vedlo k domněnce, že zástava srdce byla důsledkem jeho havárie v Brně v roce 1933.

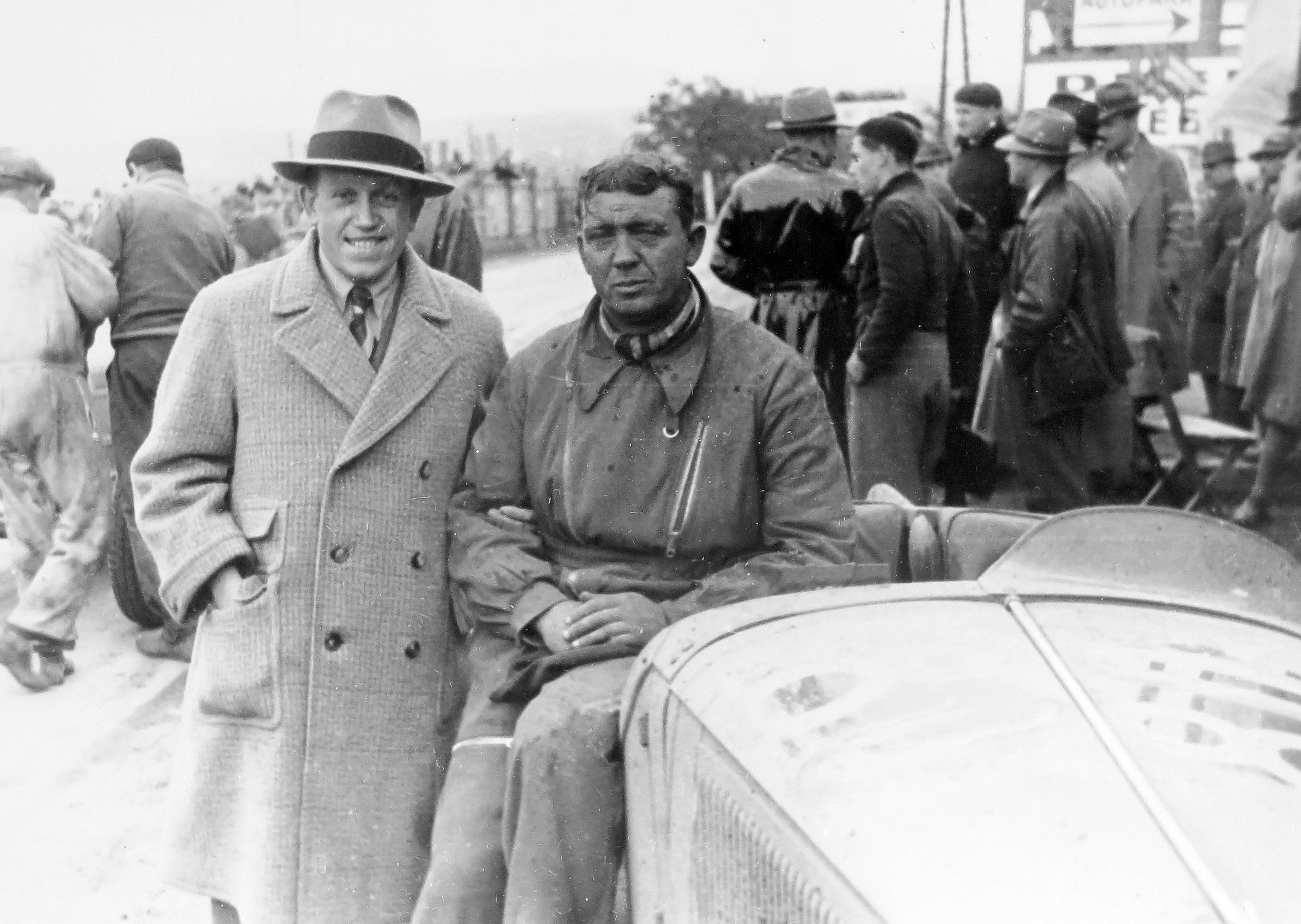
Antonín Kumpera a Jindřich Knapp (zleva), Walter Junior S, Masarykův okruh 1933

V 11.kole před Žebětínem těžce havaroval Ital Landi, po smyku narazil na patník a vyjel z trati do příkopu. Po vyproštění z trosek byl bezvědomí, v nemocnici mu byla diagnostikována na dvakrát zlomená a roztříštěná stehenní kost a hluboká tržná rána v levém bérci. O kolo později v tomtéž místě havaroval i Vagniez, ale jezdec přes převrácení vozu vyvázl s lehkým zraněním. Od 14. kola se dostal zpět do vedení Burggaller, které už neopustil. Za ním jel Sojka, Rüesch, Knapp, Veyron a Trumpeš.

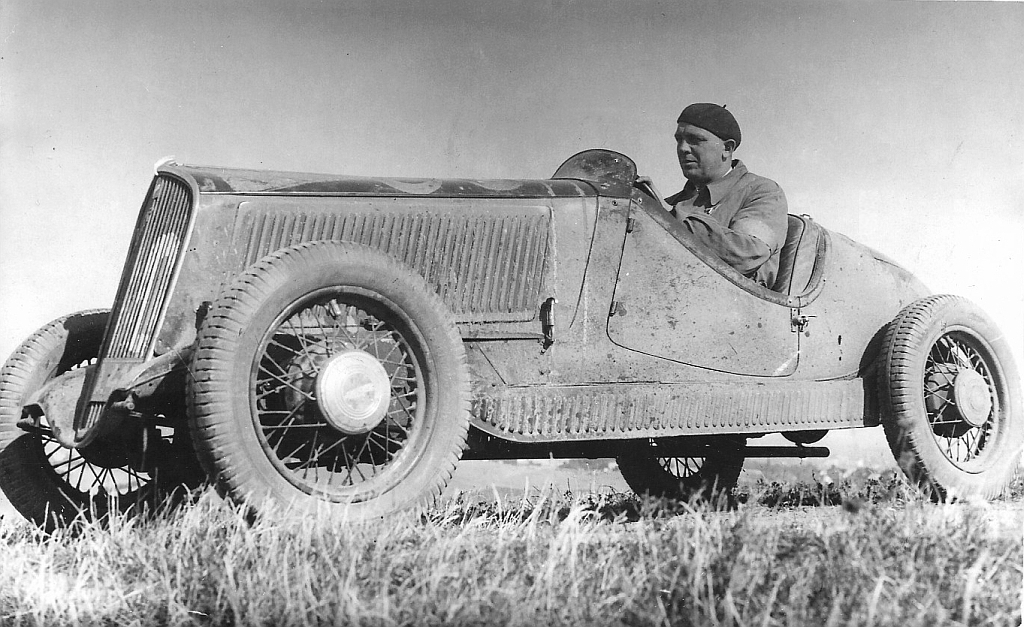
Walter Junior S závodní verze, Knapp po 4. místě na Masarykově okruhu (1933)

Po 15. kolech v kubatuře do 1 500 ccm zopakoval své loňské prvenství Němec Ernst Burggaller ve voze Bugatti, když dojel s desetiminutovým náskokem. Na druhém místě dojel československý závodník Bruno Sojka rovněž s vozem Bugatti, za ním Rüesch a Knapp. Potom Veyron s Trumpešem o 2 kola zpět. Burggaller zvítězil v čase 4:42:50,1 h a dosáhl průměrné rychlosti 96,1 km/h. Nejrychlejší kolo závodu zajel Guido Landi na Maserati časem 17:01,6 min (102,7 km/h). Respektovaný magazín Auto uvedl, že v kategorii do 1500 ccm byl boj o vítězství a o další místa v klasifikaci napínavější než v závodě velkých vozů snad proto, že z 11 havárií se totiž stalo 8 právě v této kategorii.
Jak již bylo zmíněno u závodu silnějších vozů, Baťovy ceny za jízdu na pneumatikách Baťa převýšily pořadatelské hlavní ceny závodu. V kategorii malých vozů Voiturette bral Sojka za 2. místo baťovskou odměnu 20 000 Kč. Druhé místo Sojky bylo jeho nejlepším výsledkem v kategorii malých vozů, kterého po dvou třetích místech (1931-2) dosáhl. Václav Trumpeš se čtyřpístovým dvoutaktem Z S30 získal Cenu starosty města Brna za nejlepší výkon vozů s dvoudobým motorem.
| Pořadí | St. č. | Jezdec                          | Stáj             | Značka a typ vozu | Motor | Motor | Kola | Čas/stav           | Ztráta    |
| ------ | ------ | ------------------------------- | ---------------- | ----------------- | ----- | ----- | ---- | ------------------ | --------- |
| 1.     | 48     | Ernst Günther Burggaller        | E.-G. Burggaller | Bugatti Type 51A  | 1.5   | R-8   | 15   | 4:32:50,1 h        |           |
| 2.     | 54     | Bruno Sojka                     | B. Sojka         | Bugatti Type 37A  | 1.5   | R-8   | 15   | 4:42:14,0 h        | + 9m23.9s |
| 3.     | 68     | Hans Rüesch                     | H. Rüesch        | Alfa Romeo 6C1500 | 1.5   | R-6   | 15   | 4:42:27,8 h        | + 9m37.7s |
| 4.     | 80     | Jindřich Knapp                  | Walter           | Walter Junior S   | 1.0   | R-4   | 15   | 4:42:48,4 h        | + 9m58.3s |
| 5.     | 78     | Pierre Veyron                   | P. Veyron        | Bugatti Type 51A  | 1.5   | R-8   | 13   | 4:49:14,7 h        | - 2 kola  |
| 6.     | 82     | Václav Trumpeš                  | V. Trumpeš       | Z S30             | 1.1   | R-4   | 13   | 4:51:51,2 h        | - 2 kola  |
| DNF    | 56     | Guido Landi                     | G. Landi         | Maserati 26       | 1.5   | R-8   | 11   | havárie            |           |
| DNF    | 74     | André Vagniez                   | A. Vagniez       | Maserati 26       | 1.5   | R-8   | 11   | havárie            |           |
| DNF    | 66     | Jan Ripper                      | J. Ripper        | Bugatti Type 37A  | 1.5   | R-4   | 11   | olejové čerpadlo   |           |
| DNF    | 76     | Hugh Hamilton                   | H. C. Hamilton   | MG Midget         | 0.8   | R-4   | 10   | havárie            |           |
| DNF    | 86     | Jiří (Georg) Kreml              | G. Kreml         | Wikov 7/28 SS     | 1.5   | R-4   | 9    | mechanická porucha |           |
| DNF    | 72     | Louis Decaroli                  | L. Decaroli      | Bugatti T37A      | 1.5   | R-4   | 7    | havárie            |           |
| DNF    | 62     | Roger Boucly                    | R. Bouchy        | Miller 91         | 1.5   | R-8   | 7    | havárie            |           |
| DNF    | 70     | Jiří Weinfurter                 | J. Weinfurter    | Bugatti T37A      | 1.5   | R-4   | 6    | mechanická porucha |           |
| DNF    | 64     | Edith Frisch                    | E. Frisch        | Bugatti T37A      | 1.5   | R-4   | 4    | havárie            |           |
| DNF    | 52     | František Hošťálek/Karel Vlašín | K. Vlašín        | Z S30             | 1.1   | R-4   | 4    | havárie            |           |
| DNF    | 60     | Victor Marret                   | V. Marret        | Miller 91         | 1.5   | R-8   | 3    | havárie            |           |

Před závodem měl Jindřich Knapp v tréninku na tento závod měl těžkou havárii – v Pisárkách otočil svůj vůz na "budku", ale do závodu byl vůz připraven. Přes handicap v objemu a kolizi s Paulem Pietschem (Alfa Romeo Monza) ze silnější kategorie (obě kategorie jely v podstatě společný závod) na začátku 7. kola se Jindřich Knapp umístil na 4. místě průměrnou rychlostí 92 km/h, za což Knapp získal čestnou putovní Cenu Ministerstva obrany za nejlepší čas domácího jezdce na stroji domácí výroby, cenu  Autoklubu Republiky Československé (AKRČs), jakož i cenu předsednictva pořádajícího klubu ČAMS.
Lidové noviny v rozsáhlém komentáři zmiňují i Knappův výkon: "Krásného úspěchu dobyl nejstarší československý závodník v poli, J. Knapp (38). Třikrát byla z trati hlášena nebezpečná situace. Jednou se Knapp otočil o celé kolo (v Kohoutovicích), jednou na půl (v Pisárkách) a nakonec se ve finishi smýkl napříč silnice v Žebětíně, ale zkušený jezdec výborně manévroval a dovedl svůj slabý vozík do cíle, dovršiv celých 15 kol, v pořadí 4., v čase 4:42:48,4 h a získal bronzovou plaketu pořádajícího klubu ČAMS". Sám Knapp k tomu dodal: "Dokud pršelo, nebylo to tak zlé. Teprve když silnice osychala, udělal se z jílu naneseného na silnici maz a pak se jelo dost špatně... Nejhorší, co mne v závodě potkalo, byla ztráta brýlí. Přišel jsem o ně v 6. kole. Abych lépe viděl, posunoval jsem si je v zatáčkách z očí na čepici a vítr mi je odnesl. Tak jsem jezdil bez nich." Pohár AKRČs za rok 1933 přidělila sportovní komise továrně Walter a spol. v Jinonicích. Jindřich Knapp byl odměněn stříbrným odznakem sportovní komise, kterým se označují před veřejností sportovci, kteří se nejvíce zasloužili o propagaci našeho sportu doma i v cizině a kteří mohou býti vzorem. O rok později přetavil stříbro na zlato. Knapp získal zlatý odznak sportovní komise AKRČs za rok 1934.